# Similosodus variolosus
Similosodus variolosus là một loài bọ cánh cứng trong họ Cerambycidae.